# Saint-Paulin
Saint-Paulin is een Franse gewassenkorstkaas, die op diverse plaatsen industrieel geproduceerd wordt.
Van origine is de kaas afkomstig uit Bretagne. De kaas werd daar door monniken ontwikkeld en geproduceerd, onder de naam Port-du-Salut. Port Salut en Saint Paulin zijn vrijwel identieke kazen.
De kaas wordt gemaakt van gepasteuriseerde volle koemelk. Voor een kaas van 2 kilo is 20 liter melk nodig. Voor het stremmen wordt de melk geënt met melkzuurbacteriën, die de melksuiker omzetten in melkzuur. Vervolgens wordt stremsel toegevoegd, en in 20 minuten stremt de kaas. De gestremde kaas wordt gesneden.  Zo kan de kaas in de emulsie blijven. Terwijl de wrongel in de emulsie zit worden melkzuur en melksuiker aan de oplossing onttrokken. Hierdoor wordt de wrongel zachter.

Vervolgens wordt de kaas de eerste keer geperst, kort, zo’n 10 minuten. Hierna kan eerst de wei verder weglopen. De wrongel wordt in grote brokken gesneden en in de uiteindelijke kaasvormen gebracht, waar de kaas zo’n vijf tot zeven uur geperst wordt. Gedurende die tijd wordt de kaas een keer gekeerd om een gelijkmatige vorm te krijgen. Na het persen gaat de kaas 10 uur in een verzadigd pekelbad.
Ten slotte gaan de kazen naar de droogkasten, waar de kazen zo’n vier tot vijf weken verblijven. In die tijd worden ze regelmatig gekeerd, en de korst wordt af en toe afgewassen om schimmelvorming te voorkomen.
De dunne, leerachtige korst is een gewassen korst. In principe is de korst eetbaar, maar imitaties van de St. Paulin gebruiken wel plastic om de korst te beschermen. Saint Paulin is een zachte, vette kaas en daardoor niet zo gemakkelijk te snijden.